# Malaxis maclaudii
Espèce
Synonymes
- Kornasia maclaudii (Finet) Szlach.[1]
- Malaxis hirschbergii Summerh.[1]
- Microstylis maclaudii Finet[1]

Malaxis maclaudii est une espèce de plantes de la famille des Orchidées et du genre Malaxis, présente dans plusieurs pays d'Afrique tropicale.